# 舜柯山
31°34′54″N 120°13′01″E / 31.5817°N 120.2170°E
舜柯山，是位于中华人民共和国江苏省无锡市的一个山峰及景点，为滨湖区与惠山区的一个界山。

## 特点
舜柯山位于钱荣路西侧，为惠山西面群山中最高的一座山峰。古代曾名历山，山下有历村。山体南北长2.4公里，山顶海拔227.8米。相传虞舜曾在此地耕种，因此得名舜山；孙柯曾被封此地，也有柯山一称，当地人合称为舜柯山。舜柯山西南有鸡笼山、青龙山。

## 图库

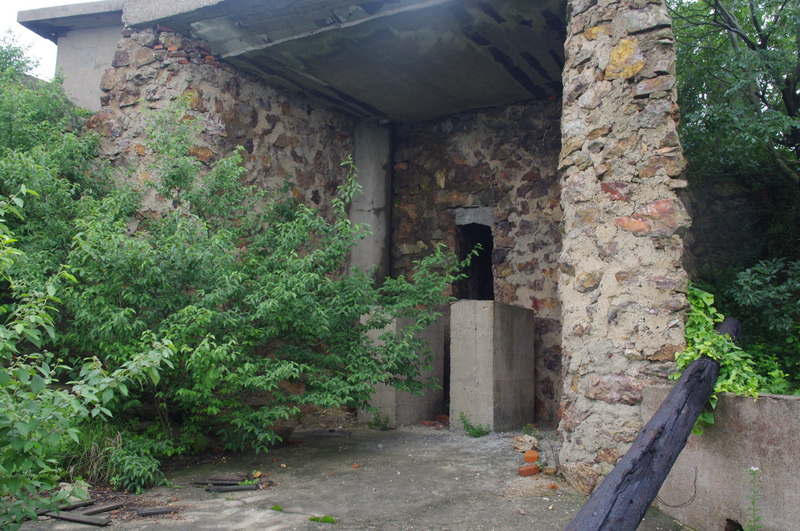
舜柯山山上废弃的营地
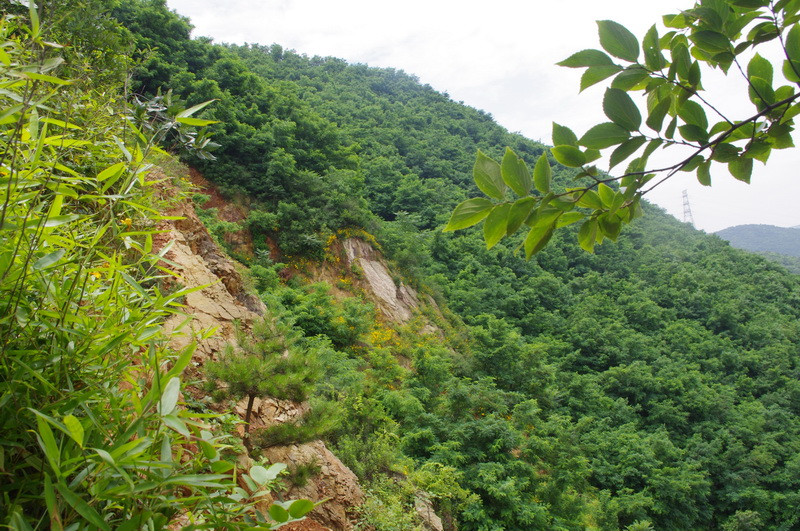
舜柯山悬崖
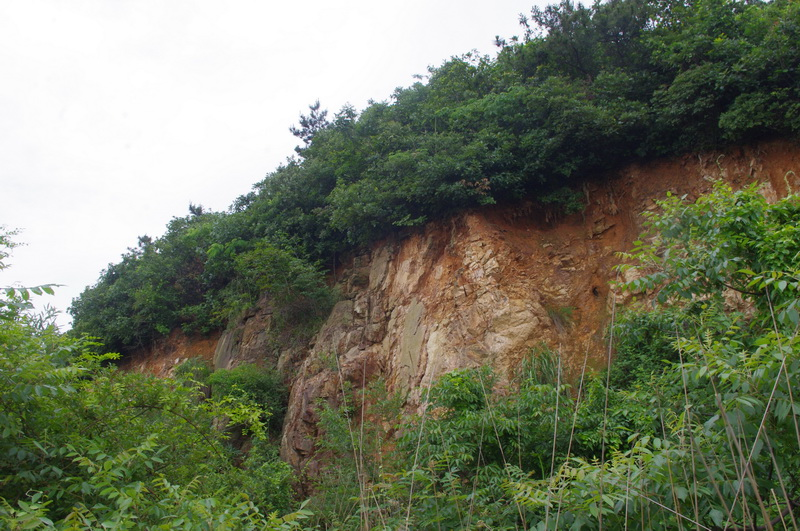
舜柯山悬崖
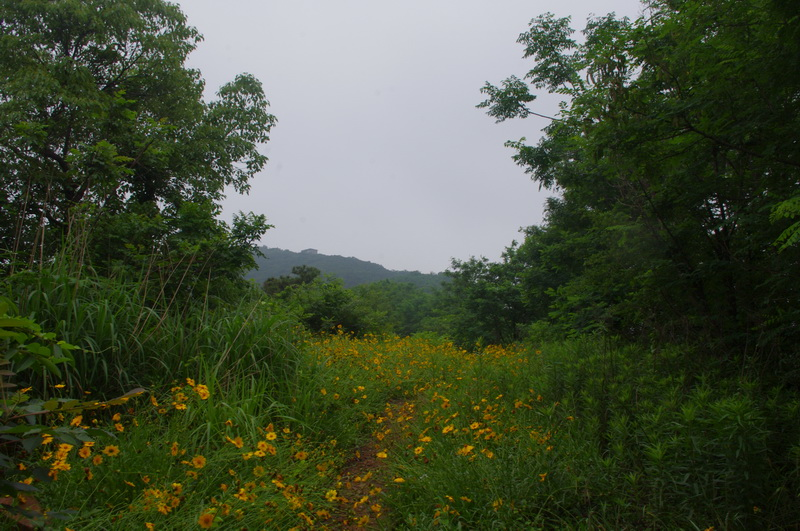
舜柯山野花
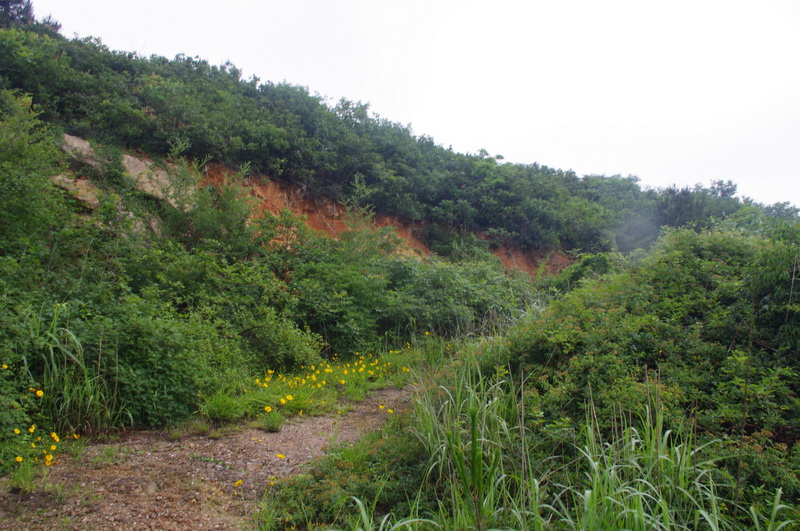
舜柯山山路
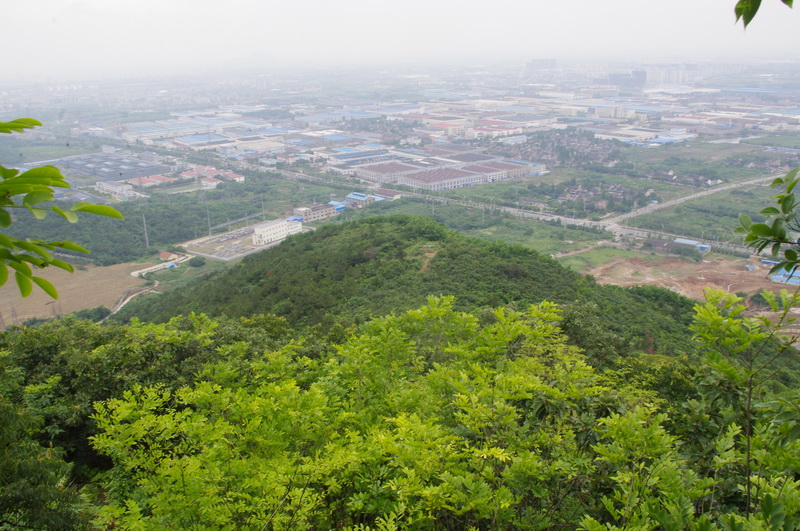
舜柯山山脊
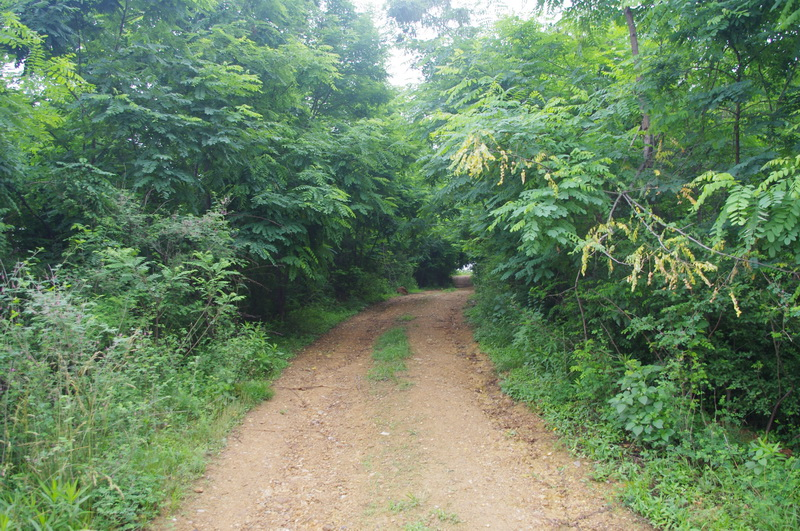
舜柯山山路
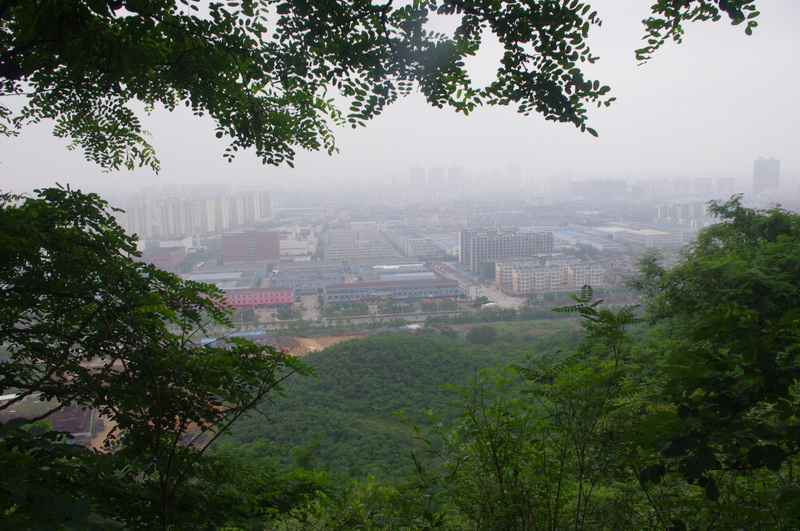
舜柯山俯视山下